# مركز محمد بن راشد للفضاء

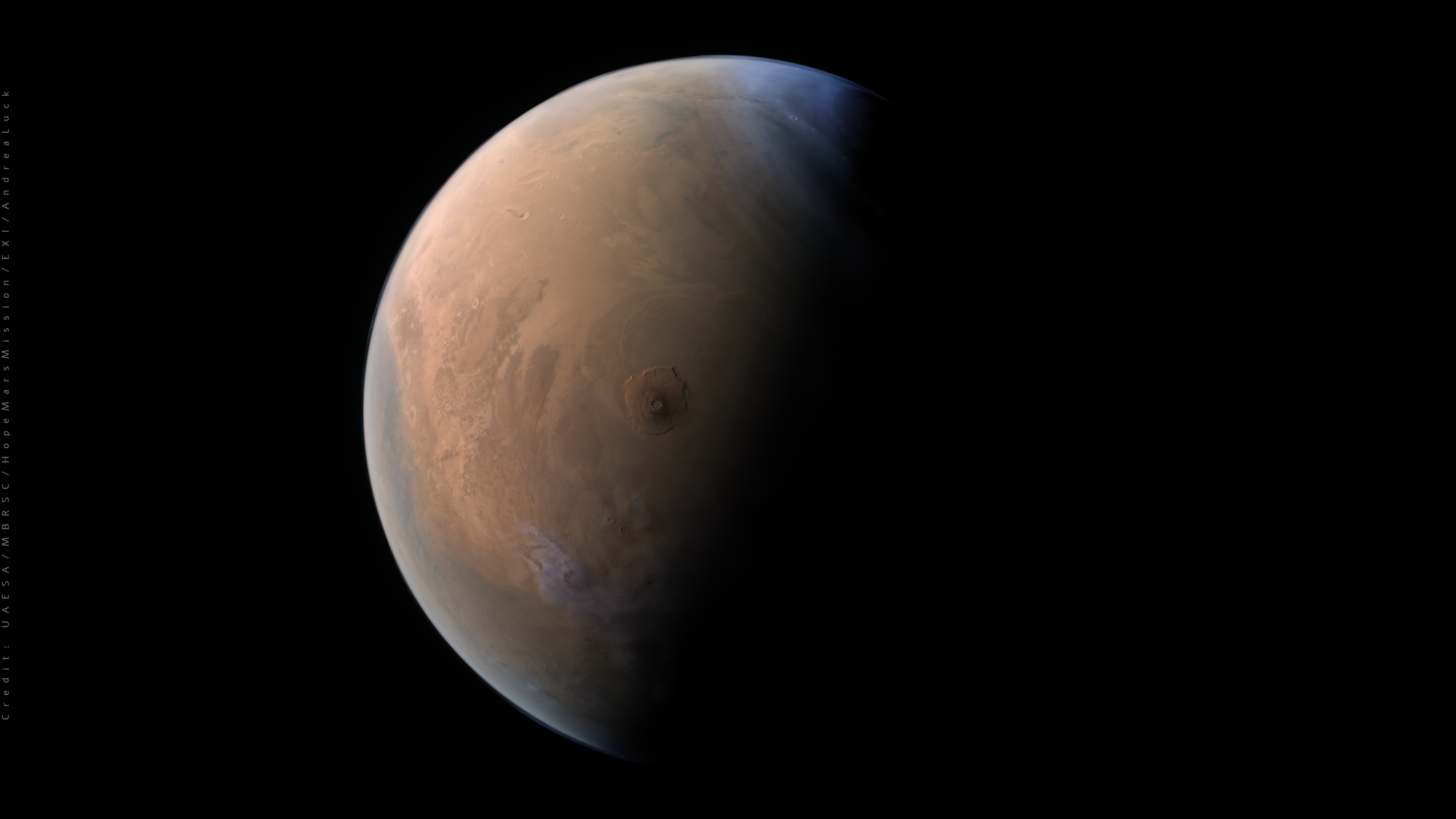

مركز محمد بن راشد للفضاء أو مؤسسة الإمارات للعلوم والتقنية المتقدمة «إياست» (سابقًا) مؤسسة تابعة لحكومة دبي تابعة لمركز محمد بن راشد للفضاء، ويعمل المركز على تطوير برامج الإمارات لاستكشاف الفضاء التي تتضمن عدة مشاريع لإطلاق الأقمار الصناعية إضافة إلى مشروع الإمارات لاستكشاف المريخ، كما يعمل المركز على دعم علوم الفضاء والبحث العلمي في المنطقة.
في يوم 17 إبريل 2015 أصدر صاحب السمو الشيخ محمد بن راشد آل مكتوم نائب رئيس الدولة رئيس مجلس الوزراء حاكم دبي مرسوماً بتأسيس مركز محمد بن راشد للفضاء تضمن إدماج مؤسسة «إياست» فيه وهي المؤسسة التي كانت قد تأسست في السادس من فبراير 2006 بقرار من صاحب السمو الشيخ محمد بن راشد آل مكتوم.
ويساهم المركز في دعم قطاعات تخطيطية واقتصادية مختلفة داخل الإمارات العربية المتحدة وحول العالم من خلال استخدام الصور الفضائية والبيانات التي تتيحها الأقمار الصناعية الإماراتية والتطبيقات التقنية المتعلقة بعلوم الفضاء. ويقود المركز خطط وبرامج حكومة دبي لدعم علوم الفضاء والبحث العلمي في دولة الإمارات ويتطلع إلى أن يقود المنطقة العربية لعصر جديد من الاستكشافات العلمية، كما يوفر دعمه للمؤسسات الدولية المعنية بإدارة الكوارث الطبيعية ويدعم جهود الإنقاذ في أي بقعة من العالم ويقوم بخدمات رصد البيئة والتخطيط العمراني وذلك من خلال الصور الفضائية العالية الجودة التي يتم إرسالها من قبل الأقمار الصناعية الإماراتية العاملة في الفضاء وهي حالياً، القمر الصناعي دبي سات-1 والقمر الصناعي دبي سات-2.

## التأسيس
دعماً لرؤية حكومة دولة الإمارات التي تستهدف بناء اقتصاد قائم على المعرفة والبحث العلمي، أصدرصاحب السمو الشيخ محمد بن راشد المكتوم مرسوماً بتاريخ 17 إبريل 2015 بتأسيس مركز محمد بن راشد للفضاء، وتم تكليف المركز بدعم مساعي الدولة للتقدم في مجال الفضاء وذلك من خلال الإشراف على تصميم وبناء وإطلاق مسبار الأمل – أول مسبار عربي ينطلق نحو المريخ - وكذلك تأسيس بنية تحتية متكاملة لتصنيع الأقمار الصناعية والاستفادة من تطبيقاتها المتنوعة.
وأصدر صاحب السمو حاكم دبي مرسوماً بتعيين سمو الشيخ حمدان بن محمد بن راشد آل مكتوم ولي عهد دبي رئيساً للمركز ومشرفاً عاماً على مشاريعه وخططه الاستراتيجية والتطويرية كافة. وتزامناً مع تأسيس المركز أصدر الشيخ محمد بن راشد أيضاً قانوناً بضم مؤسسة الإمارات للعلوم والتقنية المتقدمة «إياست» إلى المركز واعتبارها واحدة من المؤسسات التابعة للمركز. وأصدر سموه قراراً بتعيين مجلس إدارة لمركز محمد بن راشد للفضاء ومدير تنفيذي للمركز. ويتكون مجلس إدارة المركز من: حمد عبيد الشيخ المنصوري رئيساً لمجلس الإدارة، ويوسف أحمد الشيباني نائباً للرئيس، والأعضاء: منصور عبد الله بستكي ومحمد سيف المقبالي ومنصور جمعة بوعصيبة.
ويتولى المركز، منذ إنشائه، إطلاق مشاريع تختص بتكنولوجيا الفضاء وتعزيز البحث العلمي في المنطقة من خلال إطلاق مشاريع فضاء مبتكرة وبرامج علمية.

## المشاريع الفضائية
يعمل مركز محمد بن راشد للفضاء حالياً على ثلاثة محاور رئيسية سعياً لتحقيق الأهداف الرامية إلى تنمية وتطوير قطاع تكنولوجيا الفضاء في المنطقة: البحث العلمي وتطوير تطبيقات الفضاء الخارجي، تصنيع الأقمار الصناعية وتطوير أنظمتها، رصد الكرة الأرضية من خلال بث صور فضائية عالية الجودة، فضلاً عن توفير خدمات المحطات الأرضية لدعم الأقمار الصناعية الأخرى

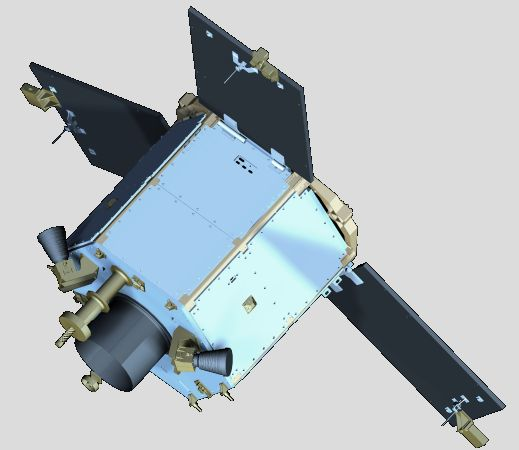

### دبي سات-1
تم إطلاق القمر الصناعي دبي سات-1 يوم 29 يوليو من عام 2009 من قاعدة بايكونور في كازاخستان ليكون أول قمر صناعي تطلقه دولة الإمارات وليفتح المجال أمام المركز لتطوير خبرات كوادره وبناء أقمار صناعية بتقنيات متقدمة من أجل تطوير البحث العلمي وتلبية احتياجات العملاء من المؤسسات الحكومية والشركات.
دبي سات-1 هو قمر صناعي لرصد الأرض وهو أول قمر صناعي يطلقه مركز محمد بن راشد للفضاء؛ حيث تم تنفيذ المشروع من خلال اتفاقية أبرمها المركز مع «ستاتريك إنيشياتيف» وهي شركة تصنيع أقمار صناعية في كوريا الجنوبية. نصت على أن تقوم الشركة بتصميم القمر الصناعي وتطويره بمشاركة كوادر ومهندسين إماراتيين من مركز محمد بن راشد للفضاء.
تم إطلاق القمر الصناعي دبي سات-1 يوم 29 يوليو عام 2009 من قاعدة إطلاق بايكونور في كازاخستان على متن مركبة الإطلاق «دنيبر». صمم هيكل دبي سات-1 على شكل السفينة والصاري من أجل سهولة التجميع والتفكيك، حيث يبلغ قطره 1.2 متراً وارتفاعه 1.35 متراً، ولا يتخطى وزنه 200 كيلوجرام بما في ذلك كتلة الحمولة التي يبلغ وزنها 50 كيلوجراماً، بينما يبلغ استهلاكه للطاقة أقل من 150 واط.
يتحرك دبي سات-1 في مدار أرضي وهو مزود بكاميرا بصرية لالتقاط صور فائقة الدقة مزودة بقناة بانكروماتية حساسة للألوان تعمل بدقة 2.5 متر وقنوات للتصوير متعدد الأطياف بدقة 5 متر؛ ويتم استخدام هذه الصور من قبل عدة مؤسسات حكومية وخاصة داخل دولة الإمارات ومختلف أنحاء العالم. ضمن مجموعة واسعة من الاستخدامات التي تشمل تطوير البنية التحتية والتخطيط العمراني ورصد التغيرات البيئية والحماية من تقلبات الطبيعة، ودعم علوم الأرض وأبحاث الاستشعارعن بُعد، فضلاً عن دعم مختلف الفروع المعرفية في القطاعين الخاص والأكاديمي.
وقد تم استخدم صور دبي سات-1 لرصد مراحل تطوير مشاريع عملاقة مثل جزر النخلة في دبي ومطار آل مكتوم الدولي في دبي، كما تم توجيه دبي سات-1 لخدمة أعمال الإغاثة التي أعقبت زلزال طوكيو وموجات تسونامي المدمر في جنوب شرق أسيا عام 2011؛ وتم إرسال صور المدن التي ضربها تسونامي والزلزال إلى برنامج الأمم المتحدة للمعلومات الفضائية الذي وظفها في إدارة خدمات الإنقاذ من الكوارث والاستجابة للطوارئ (UN-SPIDER) وتشارك بها مع وكالة الاستكشافات الفضائية اليابانية (JAXA. أكمل دبي سات-1 عامه السادس في مداره يوم 21 أغسطس 2015.

### دبي سات-2
دبي سات-2 هو ثاني قمر صناعي يطلقه مركز محمد بن راشد للفضاء، يوفر صوراً بصرية إلكترونية بتقنية تصوير فائقة الدقة. تم تصميمه وتصنيعه بأيدي مهندسين إماراتيين جنباً إلى جنب مع نظرائهم في كوريا الجنوبية وقد بدأ العمل عليه فور إطلاق القمر الصناعي دبي سات-1، لكن عملية صنيعه وإطلاقه استغرقت فترة زمنية أقل من دبي سات-1.
كان من المخطط إطلاق دبي سات-2 في بداية نوفمبر 2013 بعد خضوعه لسلسلة من الاختبارات ، ومن ثم تم نقله من كوريا الجنوبية إلى روسيا تحت إشراف كبار المهندسين في مركز محمد بن راشد للفضاء.
تم إطلاق القمر الصناعي يوم 21 نوفمبر 2013 من قاعدة الإطلاق «ياسني» في روسيا باستخدام مركبة الإطلاق «دنيبر» بالتعاون مع شركة الفضاء الدولية الروسية «كوسموتراس» وتحت إشراف فريق من كبار المهندسين من مركز محمد بن راشد للفضاء. سجّل دبي سات-2 سرعة 7.55 كيلومتراً حتى تخطى نقطة الـ600 كيلومتر أعلى الأرض. وقد أنشئت حلقة اتصال مع دبي سات-2 في غضون ساعة واحدة بعد انفصاله عن الصاروخ «دنيبر»، والتقط القمر الصناعي أول صورة له بعد إطلاقه بـ 24 ساعة، كانت صورة عالية الجودة لجزيرة بني ياس في إمارة أبوظبي.
يوفر دبي سات-2 صوراً فائقة الدقة باستخدام كاميرا تعمل بنظام تصوير كانس (push-broom) وتحتوي على أجهزة استشعار تعمل بنظام (TDI). ويمتلك القمر الصناعي القدرة على التقاط صور فضائية حساسة للألوان (دقة التفاصيل الفراغية لالتقاط الصورة هي 1 متر) مع نطاقات متعددة الأطياف تبلغ (4 امتار) تمتد على مساحة 12.2 كيلومتر، ويمكنه تخزين بيانات صور تصل إلى 17.000 كيلومتر مربع من الأراضي، ما يجعل مساحته التخزينية متاحة لفترة زمنية أطول.
يزن دبي سات-2 حوالي 300 كيلوجرام، ولا يزيد ارتفاعه عن مترين وعرضه عن متر واحد. ويحتوي على نظام دفع كهربائي يتحكم بدرجة ارتفاعه عن سطح الأرض ويضبطه آلياً في حال حدوث أي انحراف عن المدار.
يتألف دبي سات-2 من وحدتين رئيسيتين هما: الوحدة الفضائية وتتكون من ناقل مركبة فضائية وحمولة كهروضوئية. الحمولة الكهروضوئية هي عبارة عن كاميرا كانسة (Push-Broom) مع أجهزة استشعار (TDI) توفر صوراً فائقة الدقة؛ ووحدة أرضية تتألف من محطة أرضية لضبط البعثة (MCS)، ومحطة رئيسية لاستقبال الصور ومعالجتها (IRPS)، ومحطة (MCS)، ومحطة IRPS للعملاء، إضافةً إلى نظام الهوائي.
أكمل دبي سات-2 عامه الثاني في مداره حول الأرض في نوفمبر 2015  ويواصل حالياً إمداد المحطة الأرضية بصور كهروضوئية للأرض ليتم استخدامها في عدة أغراض ومن أبرزها دراسة التغيرات البيئية، وتخطيط الأراضي والبنية التحتية، والاتصالات، فضلاً عن إدارة الكوارث لكي يخدم بذلك كلاً من المؤسسات الحكومية والخاصة.

### خليفة سات

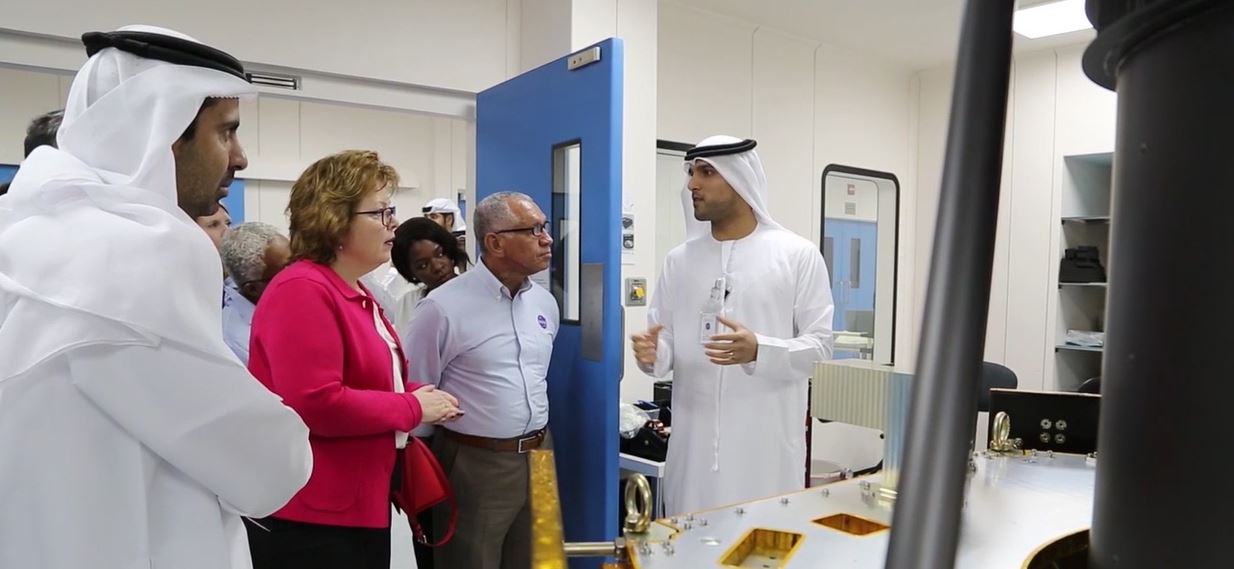

سيكون خليفة سات - عند إطلاقه في العام 2018 - القمر الصناعي الثالث الذي يطلقه مركز محمد بن راشد للفضاء، وهو القمر الأكثر تقدماً الذي يصنعه المركز حتى الآن، حيث يتم تطويره على أيدي كفاءات إماراتية بشكل كامل في الغرف النظيفة بمقر مركز محمد بن راشد للفضاء في دبي.
وقد تم الإعلان عن اكتمال المراجعة النهائية لتصميم الهيكل الهندسي للقمر الصناعي خليفة سات والأنظمة والتقنيات الإلكترونية له في بداية يناير 2016؛ حيث تم تركيب كل البرمجيات والأنظمة داخل القمر الصناعي وخضعت لشتى الاختبارات. ويعمل فريق خليفة سات الآن على النموذج الفضائي للقمر وعملياته المرتبطة باتصاله بالمحطة الأرضية.
تمكّن فريق خليفة سات من دمج عدة مكونات مبتكرة ومتقدمة تقنياً في القمر الصناعي وتشمل مقياس إضاءة لتعزيز الكاميرا الرقمية للقمر التي توفر صوراً بوضوح أكبر مقارنة بالقمر الصناعي دبي سات-2، كما أدخلت إليه تقنيات مطوّرة لتنزيل الصور بسرعة أكبر والتواصل مع القمر من أي مكان في العالم، إضافة إلى تقنيات للتحكم بوضعية القمر في الفضاء والتي تسمح بالتقاط عدد أكبر من الصور ثلاثية الأبعاد. كما تم تطوير تقنية تحديد مواقع التصوير مما يجعل القمر من أفضل الأقمار الصناعية العالمية في مجال توفير الصور العالية الجودة مع سرعة الاستجابة ودقة تحديد عالية. ويحتوي القمر الصناعي أيضاً على تقنية التحكم الأوتوماتيكي للقمر من خلال تحديث الكمبيوتر الأساسي في القمر بزيادة سعة التخزين وتحديث النظام التشغيلي.
ويضم فريق عمل خليفة سات 68 مهندساً إماراتياً تحت قيادة عامر محمد الصايغ، مدير إدارة تطوير الأنظمة الفضائية ومدير مشروع «خليفة سات» في مركز محمد بن راشد للفضاء، كما يضم الفريق كل من محمد عبد الرحيم الحرمي، مدير إدارة العمليات الفضائية، وسهيل بطي الظفري مسؤول نظم الحمولة الإلكترونية، وأحمد سالم بلال القائم بأعمال مدير قسم نواقل النظم الإلكترونية، وعمران أنور شرف كبير مديري قسم إدارة البرامج.
وسوف يوفر خليفة سات صوراً عالية الوضوح بقناة بانكروماتية حساسة للألوانGSD)) بدقة 0.7 متر، أما متعددة الأطياف دقتها 4 متر. وستخدم هذه الصور مختلف الأغراض التجارية والتي تشمل التخطيط العمراني، إدارة الكوارث، ورصد البيئة واستكشاف التغيرات المناخية. وستبلغ سرعة تنزيل الصور في القمر الصناعي 320 ميجابايت في الثانية لإمكانية تنزيل الصور بصورة أسرع من ذي قبل، وسيدور القمر في مداره بسرعة 7.5 كيلومتر في الثانية مُجهزاً بـ10 حساسات تصوير و20 حساسات ارتفاع.

### «محمد بن زايد سات»
أعلنت الإمارات عن نجاح إطلاق القمر الاصطناعي«محمد بن زايد سات»في 2025  بوزن 750 كيلوغراماً وأبعاد تصل إلى 3×5 أمتار، مع نظام تصوير يعد من الأكثر تطوراً عالمياًويتيح نقل الصور خلال ساعتين فقط من التقاطها.وتؤمن  التقاط صور بدقة مضاعفة ويتيح زيادة إنتاج الصور بمعدل 10 أضعاف ويدعم مجالات حيوية مثل مراقبة البيئة، وإدارة البنية التحتية، وعمليات الإغاثة في حالات الكوارث، مما يوفر بيانات دقيقة تساهم في اتخاذ قرارات مستنيرة. و سيجري تشغيل القمر «محمد بن زايد سات» ومراقبته من غرفة التحكم بالمهمات الفضائية في المركز بمنطقة الخوانيج في دبي.

### مشروع الإمارات لاستكشاف المريخ

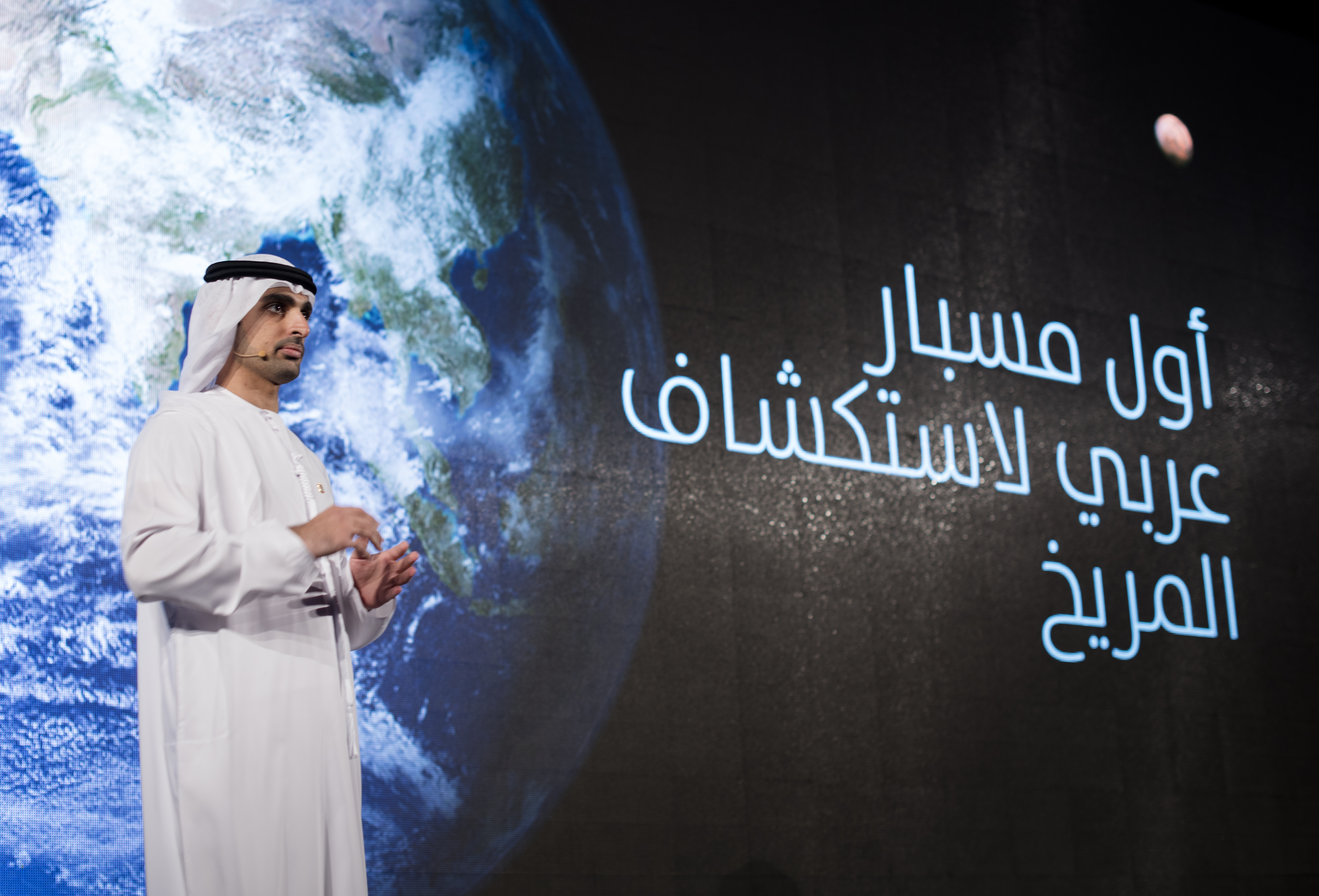

أعلن صاحب السمو الشيخ محمد بن راشد آل مكتوم، في يوليو 2014، عن إطلاق مشروع الإمارات لاستكشاف المريخ، حيث تم تكليف فريق من مركز محمد بن راشد للفضاء بإرسال مسبار غير مأهول إلى المريخ بحلول عام 2021، ومن المتوقع أن يصل المسبار إلى وجهته بعد سبعة أشهر من إطلاقه ليوافق موعد الذكرى الخمسين لتأسيس دولة الإمارات العربية المتحدة التي تتألف من سبع إمارات مطلة على الخليج العربي.
ويعد مشروع الإمارات لاستكشاف المريخ أول مشروع عربي إسلامي لاستكشاف الفضاء، ومن المتوقع أن يقود منطقة الشرق الأوسط إلى عصر جديد من التطورات التكنولوجية الرائدة. وقد أطلق صاحب السمو الشيخ محمد بن راشد آل مكتوم على المسبار اسم «مسبار الأمل» لأنه يحمل معه آمال العرب في تحقيق التطور العلمي في المنطقة العربية بأسرها. سينطق المسبار ضمن إطار زمني خلال شهر يوليو 2020 وهي الفترة التي توافق اصطفاف الأرض مع المريخ في مدارهما حول الشمس كما أنهما سيسجلان أقرب مسافة بينهما في تلك الفترة، وليس هناك خياراً آخر سوى إكمال وإطلاق المسبار في ذلك الوقت لأن الاصطفاف التالي للكوكبين لن يحدث إلا بعد ذلك بعامين.
ووصف الشيخ محمد بن راشد هذا المشروع بأنه يبعث بثلاث رسائل مهمة: الرسالة الأول موجهة للعالم، وهي أن العرب هم أهل حضارة وعلم، مثلما كان في السابق حيث كان لهم دوراً هاماً في بناء أسس العلوم الإنسانية الحديقة وساهموا في المعرفة الإنسانية، وسيكون لهم دور لاحق أيضاً، والثانية موجهة للعالم العربي بأنه لا يوجد مستحيل وبإمكاننا منافسة الأمم العظمى ومزاحمتها في السباق المعرفي، والثالثة موجهة لشبابنا بأن من يعشق القمم يصل لأبعد منها.. يصل للفضاء.. ولا سقف ولا سماء لطموحاتنا.
وسوف يكون المسبار عبارة عن مجسم مضغوط سداسي الشكل تصميمه يشبه خلايا النحل ليزن حولي 1500 كيلوجرام متضمناً وزن الوقود وبأبعاد 2.37 متر عرض و2.90 متر طول، وهو ما يماثل حجم ووزن سيارة صغيرة. وسوف يستخدم المسبار ألواح شمسية لتوليد الطاقة اللازمة لإكمال رحلته بعد وصوله للفضاء حيث تستطيع هذه الألواح توليد 600 واط لشحن بطارياته، وسوف يتواصل مع المحطة الأرضية باستخدام لاقط ذي قدرة عالية مزوداً بصحن هوائي يبلغ قطره 1.5 متر. كما سيتم تجهيز المسبار بمجسات لتعقب النجوم تمكّنه من تحديد موقعه في الفضاء من خلال دراسة تجمعات النجوم والمسافة بينها وبين الشمس. ويحتوي المسبار على مجموعتين من دافعات الصواريخ؛ الأولى عبارة عن دافعات كبيرة يبلغ عددها من 4 إلى 6 دافعات وتُستخدم للتحكم بالسرعة، أما المجموعة الثانية فهي مجموعة صغيرة يبلغ عددها من 8 إلى 12 دافعات مزوّدة بنظام التحكم بالاتجاه، وتُستخدم لتحديد موقع واتجاه المسبار بدقة.
ومن المتوقع أن يصل مسبار الأمل إلى سطح المريخ خلال 200 يوم بسرعة تبلغ 40,000 كيلومتر في الساعة خلال رحلته التي يبلغ طولها 60 مليون كيلومتر. وفور وصوله إلى مدار الكوكب الأحمر سيبدأ بدراسة الغلاف الجوي للمريخ لمدة عامين، كما أن الموضع الفريد الذي سيتخذه حول المريخ سيوفر نوعاً جديداً من البيانات لبناء أول نماذج شمولية واقعية للغلاف الجوي لكوكب المريخ. ومن المتوقع أن تكشف البيانات الأسباب الفعلية لتدهور الغلاف الجوي للمريخ حيث إنه صار الآن قليل الكثافة لدرجة كبيرة، وهي لا تسمح بوجود مياه على سطحه. ويحمل مسبار الأمل على متنه ثلاثة أجهزة علمية لدراسة الغلاف الهوائي لكوكب المريخ وهي تشمل كاميرا رقمية تنتج صوراً ملونة عالية الدقة، ومقياس طيفي بالأشعة تحت الحمراء لدراسة أنماط التغيرات في درجات الحرارة والجليد وبخار الماء في الجو، ومقياس طيفي بالأشعة فوق البنفسجية لدراسة الطبقات العليا من الغلاف الجوي وتعقب آثار غازيّ الأكسجين والهيدروجين في الفضاء.
يضم فريق مشروع الإمارات لاستكشاف المريخ 150 مهندساً إماراتياً ومن أبرزهم عمران شرف مدير المشروع، وسارة أميري نائب مدير المشروع، وإبراهيم حمزة نائب مدير المشروع مسؤول التخطيط الاستراتيجي، وزكريا الشامسي نائب مدير المشروع مسؤول إدارة عمليات المركبة الفضائية.

### نايف-1
نايف-1 هو أول قمر صناعي نانومتري يتم تصميمه وتصنيعه بأيدي مهندسين إماراتيين، ومن المخطط إطلاقه عام 2016. ونايف هو اسم عربي يعني«المحلق عالياً في السماء» أو «الرجل صاحب المكانة الفكرية العالية»، وكان نايف-1 ثمرة شراكة أُبرمت بين مركز محمد بن راشد للفضاء والجامعة الأمريكية في الشارقة من أجل إمداد طلبة كليات الهندسة بتجربة تعليمية حقيقية وتدريب عملي على تصنيع واختبار وتشغيل قمر صناعي حقيقي.
ويضم فريق نايف-1 سبعة طلاب من كلية الهندسة التابعة للجامعة الأمريكية في الشارقة في تخصصات مختلفة مثل الهندسة الكهربائية والهندسة الميكانيكية وهندسة الكمبيوتر. سيتمكن الطلاب من التحكم بالقمر من خلال المحطة الأرضية التي سيجري بناؤها في مقر الجامعة الأمريكية في الشارقة.
تبلغ أبعاد هذا القمر 10x10x11.35 سم مكعب بينما يبلغ وزنه 1.32 كيلوجراماً وسوف ينتج نطاق تغطية يتراوح ما بين 5000 و5,500 كيلومتر وسوف يدور في مدار بارتفاع يتراوح بين 450 و720 كيلومتراً ليستمر في مداره لمدة تبلغ 3 سنوات. وسيعمل القمر على إعادة بث رسائل نصية إلى العالم بينما سيجمع البيانات المتخصصة لمساعدة المؤسسات العلمية التي تجري مختلف الأبحاث العلمية والخ

### محطة الفضاء القمرية
في 2024 أعلنت دولة الإمارات العربية المتحدة انضمامها إلى مشروع تطوير وإنشاء محطة الفضاء القمرية “Gateway” إلى جانب الولايات المتحدة الأميركية واليابان وكندا والاتحاد الأوروبي، وإرسال أول رائد فضاء إماراتي وعربي إلى مدار القمر و يتضمن المشروع الهبوط على سطح القمر، والإعداد لمهمات مستقبلية نحو المريخ.
وستتولى الإمارات مهمة  تشغيل وحدة معادلة الضغط الخاصة بالمحطة، والتي تشكل مكونا رئيسية لضمان بيئة آمنة لرواد الفضاء، وتستمر في تشغيلها لمدة قد تصل إلى 15 عامًا قابلة للتمديد.
وستنال  الإمارات مقعداً دائماً، وإسهامات علمية في أكبر برنامج لاستكشاف القمر والفضاء، وستكون بين أوائل الدول التي ترسل رائد فضاء إلى القمر، وسيكون للدولة الأولوية في الحصول على البيانات العلمية والهندسية المقدمة، وستحصل عليها المحطة، ما يعزز مسيرتها المعرفية.

## الفريق والقيادة
يعمل مركز محمد بن راشد للفضاء تحت قيادة سعادة يوسف حمد الشيباني المدير العام وهو المسؤول الأول عن الأعمال الإدارية والسياسات المتعلقة بالمشاريع الفضائية.
وينقسم المركز إلى قطاعين رئيسيين هما قطاع الشؤون العلمية والتقنية، وقطاع الشؤون الإدارية والمالية، لكل قطاع أهدافه وسياساته الخاصة. وتتبع فرق العمل هيكلاً تنظيمياً تم وضعه لضمان تحقيق الأهداف الاستراتيجية بأعلى مستوى من التميز.
وتضم قيادة المركز كلاً من سالم حميد المري مساعد المدير العام للشؤون العلمية والتقنية، ومنى أحمد القمزي مساعد المدير العام للشؤون الإدارية والعلمية، ومحمد عبد الرحيم الحرمي رئيس إدارة العمليات الفضائية، وعمران أنور شرف المسؤول عن إدارة تطوير البرامج التقنية، وكذلك عامر الصايغ الذي يتولى إدارة تطوير الأنظمة الفضائية.

## مقر المركز: (مكتب مركز محمد بن راشد للفضاء)
يقع مقر مركز محمد بن راشد للفضاء في منطقة الخوانيج، دبي، ويضم المبنى غرفة نظيفة إضافة إلى معامل حديثة ومتقدمة لتصميم وتصنيع واختبار المشاريع الفضائية المختلفة التي يعمل عليها المركز.

## التحالفات
حصل مركز محمد بن راشد للفضاء على عضوية التحالف العالمي لمشغلي الأقمار الصناعية لرصد الأرض «بانجيو» ويضمّ هذا التحالف حالياً 4 مشغلي أقمار صناعية من العالم، هم: «دوريا إيروسبيس» من (الولايات المتحدة/ روسيا)، «مركز محمد بن راشد للفضاء» من (الإمارات)، «إليكنور ديموس» من (إسبانيا) و«بكين سبيس آي إنوفيشن تكنولوجي» من (الصين)؛ حيث اتفقت هذه الوكالات الأربعة على مشاركة وتبادل المنتجات والبيانات والصور التي ترسلها الأقمار الصناعية التابعة لها كجزء من تحالف «بانجيو».
وتتألف منظومة تحالف «بانجيو» من 9 أقمار صناعية تدور في مدار الأرض هي: برسيوس إم-1، برسيوس إم-2، دبي سات-1، دبي سات-2، ديموس-1، ديموس-2، دوريا دي إكس-1، تي إتش -1-01 وتي إتش -1-02 وسوف تتوسع المنظومة لكي تشمل أكثر من 30 قمراً صناعياً في السنوات القادمة مع إطلاق الأقمار خليفة سات وبرسيوس-0 وأوريغا فضلاً عن الأقمار الصناعية التي أطلقها أعضاء التحالف.

## برامج وتطبيقات
أطلق مركز محمد بن راشد للفضاء برنامج الأنظمة الجوية المتقدمة في سبتمبر 2014، وهدف هذا البرنامج إلى تطوير القدارت الإماراتية في مجال تصميم وتصنيع وتشغيل الأنظمة الجوية المتقدمة.
وكان أول مشاريع البرنامج هو تطوير نظام «هابس» الذي تم تصميمه بمشاركة «إيرباص دي أس» وهي واحدة من الشركات التابعة لمجموعة «إيرباص». ومن خلال تصاميم متقدمة وأجهزة وأنظمة متطورة، تمكن نظام «هابس» من التحليق لمدة تتجاوز الأسبوعين؛ أي عشر مرات أكثر من أي طائرة من دون طيار. ويجمع نظام «هابس» بين خصائص الأقمار الصناعية من حيث الارتفاع والتطبيقات وخصائص الطائرات من ناحية إعادة الاستعمال والتغطية.
ويستطيع النظام التحليق في طبقة الستراتوسفير من الغلاف الجوي على ارتفاع 65,600 قدم (20 كم)، ما يجعل منه نظاماً قادراً على تغطية عدة تطبيقات. ومن أهم التطبيقات التي سيقوم النظام بتغطيتها هي التصوير الحراري، وتصوير الفيديو عالي الجودة (full-HD) بدقة (1080P)، وإنشاء شبكات اتصال مؤقتة وتقوية أنظمة الملاحة. ومن المتوقع إطلاق الجيل الأول من الطائرة بحلول نهاية العام 2016.
وفي سياق آخر، أعلن مركز محمد بن راشد للفضاء عن ابتكاره أداة فائقة لتحسين وضوح الصور في مايو من عام 2014، وقد تم تطويرها على يد المهندس سعيد المنصوري أحد أعضاء فريق المركز، لتساعد في تحسين درجة وضوح الصور التي تلتقطها كاميرات دبي سات-1 ودبي سات-2 حتى تبلغ دقتها 0.75 متر؛ حيث تعمل على تحسين تفاصيل الصورة أثناء تقريب زاوية الرؤية من خلال زيادة أعداد وحدات البكسل.

## الإصدارات
مجلة «مجرات» هي المجلة الرسمية لمركز محمد بن راشد للفضاء وهي مجلة متخصصة تصدر كل شهرين وتُعنى بنشر علوم الفضاء والتكنولوجيا وإلهام جيل الشباب من المهندسين الإماراتيين الذين يتطلعون للعمل في مجال تكنولوجيا الفضاء والأبحاث العلمية. وتصدر المجلة باللغتين العربية والإنجليزية لكي تتناسب مع متطلبات مجتمع الإمارات متعدد الثقافات، وتحتوي المجلة على مقالات ومقابلات حصرية لعدد كبير من الشخصيات البارزة في قطاع الفضاء من كافة أنحاء العالم، ومن بينهم د. فاروق الباز، د. كارولين بوركو، ستيفن سكوايرز، فرانك دريك، نور الدين مليكشي، ورائد الفضاء بوكالة ناسا تيري فيرتس.

## جوائز
- جائزة التميز للتنوع في الجغرافيا والفئات العمرية والتوازن بين الجنسين التابعة للاتحاد الدولي للملاحة الفضائية.[38]
- مجموعة من الجوائز من وكالة الفضاء الأمريكية ناسا خلال احتفالية اختتام مهمة البعثة 69 في مركز جونسون للفضاء في هيوستن الأمريكية.[39]